# Од, Николас
Николас (Ник) Од Хилл (англ. Nicholas (Nick) Awde Hill; род. 29 декабря 1961, Лондон) — британский писатель, художник, певец и автор песен, критик, автор более чем 50 книг. Живёт в Лондоне и Брюсселе. Также известен как лингвист-полиглот, автор справочных пособий по экзотическим языкам мира, в том числе грамматики и разговорника чеченского языка.
Литературные произведения публикует под именем Ник Од, а научные — Николас Од.

## Молодость
Сын известного юриста-международника (сформулировавшего правовые принципы международной транспортировки контейнеров), детство провёл в таких экзотических странах, как Нигерия, Судан и Кения, после чего был отправлен на обучение в католический интернат Стоунихёрст-колледж (en:Stonyhurst College) в Великобританию. Родители его развелись, отец уехал в Северную Ирландию, а мать в Германию, тогда как сам Николас провёл юношеские годы в лондонских Сохо и Уэст-Энде.
Изучал арабский язык и хауса в Лондонской Школе восточных и африканских исследований. Позднее проработал несколько лет в Испании на строительных площадках и преподавателем английского, после чего стал журналистом.

## Драматургия и художественная литература
Известен как автор комедий, мюзиклов, романов-триллеров.

## Научные исследования
Опубликовал словари, грамматические справочники и разговорники многих языков, а именно чеченского, грузинского, арабского, суахили, сербохорватского, сербского, хауса, азербайджанского, армянского (как западного, так и восточного), сомалийского, узбекского, урду, пушту, игбо, персидского, дари, туркменского, курдского, зазаки, татарского. В целом владеет более чем 25 языками, среди которых — ряд редких и исчезающих. Для составления этих очерков нередко путешествовал в «горячие точки» планеты, в том числе в Чечню незадолго до начала первой чеченской войны.
Также является политологом и культурологом, специалистом по Кавказу и исламу, автором таких исследований, как «Женщины в исламе: антология из Корана и Хадисов», «Иллюстрированная история ислама».

## Театральные произведения
- Blood Confession (2007)
- Unnatural Acts (2007), with Chris Bartlett
- Pete and Dud: Come Again (2005), with Chris Bartlett
- Andrew Lloyd Webber: The Musical (1994)
- Semtex & Lipstick (1993)
- Eros & the Skull (1988), with Peter Stevenson & John FitZgeRald
- Design: Tewodros (1987)[1]

## Дискография
- Close to the Edge B/W Rocket Man/Meryl Streep (Spring 2010)
- Sweet Revolutions (Summer 2010)

## Избранная библиография
2013
- 'Zappa and Satire: From Conceptual Absurdism to the Perversity of Politics', in Carr, Paul (ed.), Frank Zappa and the And (Ashgate Popular and Folk Music Series, 2013),  ISBN 9781409433378.

2010
- Georgia: A Short History, edited with Fred James Hill (forthcoming)
- One-Person Show (forthcoming)
- Singer-Songwriters Vol. 1 (forthcoming)
- Zazaki (Dimli) Phrasebook (forthcoming)
- Kurdish (Kurmanji) Phrasebook (forthcoming)
- The Armenians: People, Culture & History, edited with Fred James Hill (forthcoming

2009
- The Azerbaijanis: People, Culture & History, edited with Fred James Hill
- Kurdish (Sorani) Phrasebook
- Tatar Phrasebook

2008
- Mellotron: The Machine and the Musicians that Revolutionised Rock

2007
- Modern Aramaic Dictionary & Phrasebook (Assyrian/Syriac: Swadaya and Turoyo), with Nineb Limassu and Nicholas Al-Jeloo

2006
- Pete and Dud: Come Again, with Chris Bartlett
- Western Armenian Dictionary & Phrasebook, with Vazken-Khatchig Davidian
- Farsi Dictionary & Phrasebook, with Camilla Shahribaf

2005
- Women in Islam: An Anthology from the Qur’an & Hadiths [first edition 1985]
- Turkmen Dictionary & Phrasebook, with William Dirks & Amandurdy Amadurdyev

2004
- Serbian Dictionary & Phrasebook, with Duska Radosavljevic

2003
- The Virgin Killers
- History of the Islamic World (Illustrated), with Fred James Hill
- Eastern Armenian Dictionary & Phrasebook, with Peter Maghdashyan
- Pashto Dictionary & Phrasebook, with Asmatullah Sarwan
- Dari Dictionary & Phrasebook
- Urdu Dictionary & Phrasebook

2002
- London: An Illustrated History, with Robert Chester
- Uzbek Dictionary & Phrasebook, with William Dirks & Umida Hikmatullaeva
- Swahili Dictionary & Phrasebook

2001
- Armenian First Names, with Emanuela Losi

2000
- Andrew Lloyd Webber: The Musical
- Swahili Dictionary

1999
- The Little Big Woman Book, by Llewella Gideon, illustrated by Nick Awde
- Somali Dictionary & Phrasebook
- Azerbaijani Dictionary & Phrasebook, with Famil Ismailov
- Igbo Dictionary & Phrasebook, with Onyekachi Wambu
- Treasury of Indian Love: Poems & Proverbs, with Christopher Shackle

1997
- Armenian Perspectives (edited)
- Treasury of African Love: Poems & Proverbs
- Georgian Dictionary & Phrasebook, with Thea Khitarishvili
- The Mandeer Ayurvedic Cookbook, by Ramesh Patel, illustrated by Nick Awde

1996
- I Saw Satan on the Northern Line: Love Songs from the Underground
- Chechen Dictionary and Phrasebook, with Muhammad Galaev
- Serbo-Croatian Dictionary
- Hausa Dictionary
- Qasida Poetry in Islamic Asia and Africa (Studies in Arabic literature): Vols. 1 & 2, edited by Stefan Sperl & Christopher Shackle, consultant editor Nicholas Awde

1992
- Playground: Vols. 1, 2 & 3, with Imad Alassir

1987
- 21st Century Hausa
- Hausa Reader

1986
- Arabic: How to Read & Write It

1985
- Women in Islam: An Anthology from the Qur’an & Hadiths [new edition 2005]
- Bibliography of Caucasian Linguistics

1982
- Pickled Priests, illustrated by Nick Awde